# Musaranya de la Sonda
La musaranya de la Sonda (Crocidura monticola) és una espècie de musaranya que es troba a Indonèsia i Malàisia.